# Монтгомъри (Алабама)
Вижте пояснителната страница за други населени места с името Монтгомъри.
Монтгомъри (на английски: Montgomery) е град и столица на щата Алабама в САЩ. Монтгомъри е с население от 200 127 жители (2005) и обща площ от 404,53 км² (156,19 мили²). Историята на Монгомъри е силно обвързана с Гражданската война в САЩ и Движението за граждански права. Тук през 1955 г. Роза Паркс не отстъпва място на бял мъж в автобус, което води до началото на Движението за граждански права на афроамериканците в САЩ.

## Личности
Родени в Монтгомъри
- Нат Кинг Кол (1919-1965), певец
- Октавия Спенсър (р. 1970), актриса
- Катрин Торнтън (р. 1952), астронавт
- Либа Брей (р. 1964), писателка